# Lobocleta figurinata
Lobocleta figurinata là một loài bướm đêm trong họ Geometridae.